# Acrux
Acrux (α Cru/α Crucis/Alfa Crucis) je nejjasnější hvězda souhvězdí Jižního kříže. S hvězdnou velikostí 0,76 je třináctou nejjasnější hvězdou na nočním nebi. Acrux je násobná hvězda vzdálená 321 světelných let od Země. Pouze dvě části, α1 a α2, jsou rozeznatelné vizuálně, protože je na obloze dělí čtyři vteřiny.